# 大桑格雷地区
大桑格雷地区（英語：Sangre Grande region）是特立尼达和多巴哥的9个地区之一，位于特立尼达岛东北部，北邻加勒比海，东临加勒比海，南毗马亚罗-里奥克拉罗地区，西接图纳普纳-皮亚尔科地区和库瓦-塔瓦基特-塔尔帕罗地区，首府设于大桑格雷，面积927平方公里，2011年人口75,766，人口密度每平方公里82人。
1. ↑  . DIGITAL LEGISLATIVE LIBRARY. Government of the Republic of Trinidad and Tobago.   [28 May 2021]. （原始内容存档于2024-11-26）.